# Mondrepuis
Mondrepuis är en kommun i departementet Aisne i regionen Hauts-de-France i norra Frankrike. Kommunen ligger  i kantonen Hirson som ligger i arrondissementet Vervins. År 2022 hade Mondrepuis 1 033 invånare.

## Befolkningsutveckling
Antalet invånare i kommunen Mondrepuis
Referens: INSEE